# Stringband
Der Begriff Stringband bezeichnet Bands, die aus einfachen Saiteninstrumenten bestehen. Die Besetzung bei Stringbands ist meist Fiddle, Gitarre, Banjo und manchmal auch ein viertes individuelles Instrument wie eine Mandoline oder ein Kontrabass. Stringbands bildeten sich seit dem 19. Jahrhundert in den USA und spielten Old-Time Music. Bekannte Formationen sind unter anderem Gid Tanner and his Skillet Lickers, die Leake County Revelers, Charlie Poole and the North Caroline Ramblers und auch Bill Monroes Bluegrass Boys.
Bis in die 1930er-Jahre waren Stringbands in verschiedenen Variationen sehr beliebt. Während des Folk-Revivals lebten diese Formationen wieder auf und sind heute in den USA als Bluegrass-Bands weit verbreitet.
In den 1920er- und 1930er-Jahren gab es auch afroamerikanische Stringbands, die die ländliche Musik der weißen Südstaaten-Bevölkerung mit dem schwarzen Blues mischten (beispielsweise die Mississippi Sheiks oder die Dallas String Band).